# 黄坝乡
黄坝乡，是中华人民共和国安徽省阜阳市颍上县下辖的一个乡镇级行政单位。

## 行政区划
黄坝乡下辖以下地区：
黄坝社区、小店社区、吕塘村、贾岗村、双岗村、大集村、郭圩村、三户刘村和花水村。